# Litînea, Drohobîci
Litînea (în ucraineană Літиня) este localitatea de reședință a comunei Litînea din raionul Drohobîci, regiunea Liov, Ucraina.

## Demografie
Componența lingvistică a localității Litînea
     Ucraineană (99,45%)
     Alte limbi (0,44%)
Conform recensământului din 2001, majoritatea populației localității Litînea era vorbitoare de ucraineană (99,45%), existând în minoritate și vorbitori de alte limbi.